# Banca Rasini
La Banca Rasini è stata una piccola banca milanese, fondata nel 1954 a partire da un preesistente istituto di credito, e inglobata infine nella Banca Popolare di Lodi nel 1992. Il motivo principale della sua fama è che tra i suoi clienti principali si annoveravano i criminali Pippo Calò, Totò Riina, Bernardo Provenzano (al tempo, uomini guida della Mafia) e l'imprenditore e uomo politico Silvio Berlusconi, il cui padre Luigi Berlusconi vi lavorava come funzionario e di cui nel 1957 divenne Procuratore Generale. Le dichiarazioni di Michele Sindona sulla Banca Rasini la fanno citare più volte da Nick Tosches, un giornalista del The New York Times, nel suo libro I misteri di Sindona, e l'hanno resa nota tra gli studiosi internazionali che si occupano della storia della Mafia italiana.

## Storia
La "Banca Rasini Sas di Rasini, Ressi & C." viene fondata nel 1954 dai milanesi Carlo Rasini, suo padre Gian Angelo Rasini, Enrico Ressi, Giovanni Locatelli, Angela Maria Rivolta e Giuseppe Azzaretto: tale istituto di credito nasce sulle ceneri di un'omonima Banca Rasini, esistente almeno dal marzo del 1949 e annoverante tra i propri soci il già citato Ressi. 
Il capitale iniziale è di 100 milioni di lire. Sin dalle sue origini la banca è un punto di incontro di capitali lombardi (principalmente quelli della nobile famiglia milanese dei Rasini, proprietaria del feudo di Buccinasco) e palermitani (quelli provenienti da Giuseppe Azzaretto, uomo di fiducia di Giulio Andreotti in Sicilia).
Nel 1970 Dario Azzaretto, figlio di Giuseppe, diviene socio della banca. Sempre nel 1970, il procuratore della banca Luigi Berlusconi (padre di Silvio Berlusconi) ratifica un'operazione destinata ad avere un peso nella storia della Rasini: la banca acquisisce una quota della Brittener Anstalt, una società di Nassau legata alla Cisalpina Overseas Nassau Bank, nel cui consiglio d'amministrazione figurano nomi destinati a divenire famosi, come Roberto Calvi, Licio Gelli, Michele Sindona e monsignor Paul Marcinkus.
Nel 1973 la Banca Rasini diviene una S.p.a., ed il controllo passa dai Rasini agli Azzaretto. Il Consiglio di Amministrazione della Banca Rasini S.p.a. è costituito da Dario e Giuseppe Azzaretto, Mario Ungaro (avvocato romano e noto amico di Michele Sindona e Giulio Andreotti), Rosolino Baldani e Carlo Rasini.
Ma nel 1974, nonostante l'ottima situazione finanziaria della Banca Rasini (che nell'ultimo anno aveva guadagnato oltre un quarto del suo capitale), Carlo Rasini lascia la banca fondata dalla sua famiglia, dimettendosi anche dal ruolo di consigliere. Secondo gli analisti, le ragioni delle dimissioni di Carlo Rasini sono da cercarsi nella sua mancanza di fiducia verso il resto del Consiglio di Amministrazione, e degli Azzaretto in particolare.
Sempre nel 1974, Antonio Vecchione diviene Direttore Generale, ed in soli dieci anni il valore della banca esplode, passando dal miliardo di lire nel 1974 al valore stimato di circa 40 miliardi di lire nel 1984.
Il 15 febbraio 1983 la Banca Rasini sale agli onori della cronaca, per via dell'"Operazione San Valentino". La polizia milanese effettua una retata contro gli esponenti di Cosa Nostra a Milano, e tra gli arrestati figurano numerosi clienti della Banca Rasini, tra cui Luigi Monti, Antonio Virgilio e Robertino Enea. Si scopre che tra i correntisti miliardari della Rasini vi sono Totò Riina e Bernardo Provenzano. Anche il direttore Vecchione e parte dei vertici della banca vengono processati e condannati, in quanto emerge il ruolo della Banca Rasini come strumento per il riciclaggio dei soldi della criminalità organizzata.
Dopo il 1983, Giuseppe Azzaretto cede la banca a Nino Rovelli. Nino Rovelli è un imprenditore (noto soprattutto per la vicenda Imi-Sir) e non ha esperienza nel settore bancario. Nelle inchieste tuttora in corso sulla Banca Rasini, Nino Rovelli è spesso considerato un uomo che ha coperto la vera dirigenza della banca fino al 1992. Tuttavia, non esistono evidenze al riguardo, né ipotesi sui nomi dei veri amministratori della Banca.
Nel 1992 la Banca Rasini viene inglobata nella Banca Popolare di Lodi, ma è solo nel 1998 che la Procura di Palermo mette sotto sequestro tutti gli archivi della banca. I giudici di Palermo, anche a seguito delle rivelazioni di Michele Sindona (intervista del 1985 ad un giornalista americano, Nick Tosches) e di altri "pentiti", indicano la stessa banca Rasini come coinvolta nel riciclaggio di denaro di provenienza mafiosa. Tra i correntisti della banca figurava anche Vittorio Mangano, il mafioso che lavorò nella villa di Silvio Berlusconi dal 1973 al 1975.
Carlo Rasini muore nell'aprile 2000.

## Controversie

### Legami con la mafia
La Banca Rasini deve la sua fama tra gli studiosi della storia d'Italia, soprattutto alle dichiarazioni di Michele Sindona del 1984.  Quando il giornalista del New York Times, Nick Tosches, chiese a Sindona (poco prima della misteriosa morte di quest'ultimo):
«Quali sono le banche usate dalla mafia?» Sindona rispose: «In Sicilia il Banco di Sicilia, a volte. A Milano una piccola banca in Piazza dei Mercanti».
In effetti, le indagini successive alla retata dell'Operazione San Valentino dimostrarono ampiamente il ruolo della Banca Rasini nel riciclaggio dei soldi della mafia, ed i contatti dell'istituto coi più alti vertici mafiosi.
Il Commissario di Polizia Calogero Germanà ha ipotizzato che l'istituto, al pari della Banca Sicula di Trapani, fosse uno dei centri per il riciclaggio del denaro sporco di Cosa Nostra.

### Legami con la famiglia Berlusconi
Tra i personaggi famosi con cui la Banca Rasini ebbe dei legami va citato l'imprenditore e uomo politico Silvio Berlusconi. Il padre di Silvio Berlusconi, Luigi Berlusconi fu prima un impiegato alla Rasini, quindi procuratore con diritto di firma. La Banca Rasini, e Carlo Rasini in particolare, furono i primi finanziatori di Silvio Berlusconi all'inizio della sua carriera imprenditoriale. Silvio e suo fratello Paolo Berlusconi avevano un conto corrente alla Rasini, e proprio grazie ai finanziamenti, alle garanzie e alle forti raccomandazioni avute dalla banca milanese il futuro "cavaliere" riuscì ad entrare in società con l'importante finanziaria svizzera che possedeva parte della Edilnord, la prima compagnia edile con cui iniziò a costruire la sua fortuna.
La Banca Rasini risulta anche nella lista di banche ed istituti di credito che gestirono il passaggio dei finanziamenti di 113 miliardi di lire (equivalenti ad oltre 300 milioni di euro nel 2006) che ricevette la Fininvest, il gruppo finanziario e televisivo di Berlusconi, tra il 1978 ed il 1983.
Il giornale inglese The Economist cita ripetutamente la Banca Rasini nel suo noto reportage su Silvio Berlusconi, sottolineando che Berlusconi ha effettuato transazioni illecite per mezzo della banca. È stato infatti accertato che Silvio Berlusconi ha registrato presso la banca ventitré holding come negozi di parrucchiere ed estetista. Anche per fare chiarezza su questi fatti nel 1998 l'archivio della banca è stato messo sotto sequestro.